# Orodrominae
Sous-famille
Genres de rang inférieur
- †Albertadromeus
- †Koreanosaurus
- †Orodromeus genre type
- †Oryctodromeus
- †Zephyrosaurus

Les Orodrominae sont une sous-famille de dinosaures thescelosauridés connus du Crétacé d'Amérique du Nord et d'Asie.

## Distribution
Les orodromines étaient un groupe principalement basé en Amérique du Nord avec des fossiles du Canada et des États-Unis uniquement. Albertadromeus, comme son nom l'indique, ne provient que de la partie supérieure (plus tardive) de la formation d'Oldman dans le groupe de Belly River en Alberta, au Canada. Orodromeus, le genre type, était répandu dans tout le Montana. Son holotype a été trouvé à Egg Mountain dans la formation de Two Medicine. Des fossiles d’Oryctodromeus ont été trouvés dans la section Lima Peaks de la formation Blackleaf, également du Montana. Zephyrosaurus, le genre le plus répandu, vivait dans le sud du Montana et le nord du Wyoming. La localité de son holotype est le Wolf Creek Canyon, qui est un grès de la Formation de Cloverly.

## Datation
Les orodromines sont répandues dans le temps, commençant à l'Aptien et se terminant au Campanien. Les premiers fossiles sont du genre Zephyrosaurus et datent de l'Aptien (113 Ma). Après un écart de treize millions d'années dans les archives fossiles, les fossiles du genre Oryctodromeus, moins commun, datent d'environ 95 Ma au Cénomanien. Les prochains fossiles chronologiques datent de 76,5 Ma et appartiennent au genre Albertadromeus. Les derniers fossiles d'orodromes dans les archives fossiles appartiennent au genre type, Orodromeus, et datent de 75 Ma.

## Paléoécologie

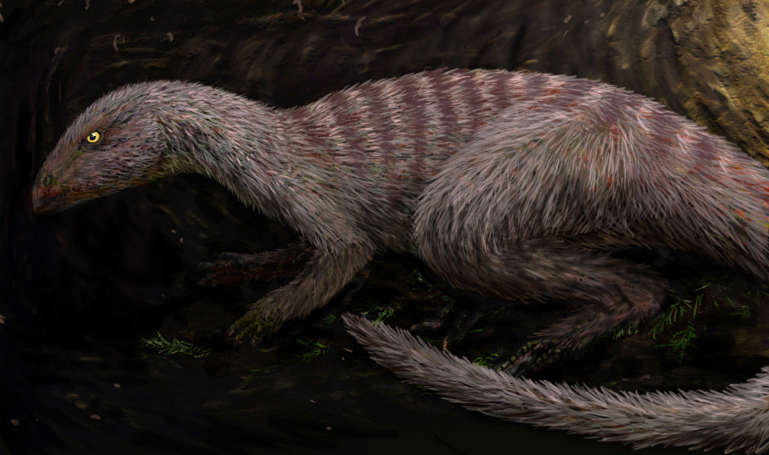
Une illustration d’Oryctodromeus creusant.

Tous les orodromes vivaient le style de vie d'un herbivore vivant au sol. Des terriers d’Oryctodromeus ont été découverts. Orodromeus et Zephyrosaurus vivaient probablement aussi dans des terriers.

## Classification
Orodrominae est le taxon frère de Thescelosaurinae. Son taxon parent est Thescelosauridae (Brown et al., 2013).

### Phylogénie
Avant la description des Orodrominae, les genres désormais attribués à la sous-famille étaient souvent considérés comme faisant partie des Hypsilophodontidae. Hypsilophodontidae est maintenant considéré comme obsolète, et ses anciens membres ont été considérés comme formant un assemblage paraphylétique d'euornithopodes basaux. Le cladogramme ci-dessous est basé sur une analyse phylogénétique de Brown et al., 2013.
|  | TMP 2008.045.0002 |
|  |                   |
|  | Oryctodromeus     |
|  |                   |

|  | Albertadromeus |
|  |                |
|  | Orodromeus     |
|  |                |
|  | Zephyrosaurus  |
|  |                |

|  | TMP 2008.045.0002 |
|  |                   |
|  | Oryctodromeus     |
|  |                   |

|  | Albertadromeus |
|  |                |
|  | Orodromeus     |
|  |                |
|  | Zephyrosaurus  |
|  |                |

|  | Parksosaurus |
|  | |
|  | \| \| Changchunsaurus \| \| \| \| \| \| Jeholosaurus \| \| \| \| \| \| Haya \| \| \| \| \| \| Thescelosaurus \| \| \| \| |
|  | |
|  | Changchunsaurus |
|  | |
|  | Jeholosaurus |
|  | |
|  | Haya |
|  | |
|  | Thescelosaurus |
|  | |

|  | Changchunsaurus |
|  |                 |
|  | Jeholosaurus    |
|  |                 |
|  | Haya            |
|  |                 |
|  | Thescelosaurus  |
|  |                 |

|  | TMP 2008.045.0002 |
|  |                   |
|  | Oryctodromeus     |
|  |                   |

|  | Albertadromeus |
|  |                |
|  | Orodromeus     |
|  |                |
|  | Zephyrosaurus  |
|  |                |

|  | TMP 2008.045.0002 |
|  |                   |
|  | Oryctodromeus     |
|  |                   |

|  | Albertadromeus |
|  |                |
|  | Orodromeus     |
|  |                |
|  | Zephyrosaurus  |
|  |                |

|  | Parksosaurus |
|  | |
|  | \| \| Changchunsaurus \| \| \| \| \| \| Jeholosaurus \| \| \| \| \| \| Haya \| \| \| \| \| \| Thescelosaurus \| \| \| \| |
|  | |
|  | Changchunsaurus |
|  | |
|  | Jeholosaurus |
|  | |
|  | Haya |
|  | |
|  | Thescelosaurus |
|  | |

|  | Changchunsaurus |
|  |                 |
|  | Jeholosaurus    |
|  |                 |
|  | Haya            |
|  |                 |
|  | Thescelosaurus  |
|  |                 |